# BSG Motor West Karl-Marx-Stadt
BSG Motor West Karl-Marx-Stadt was een Duitse voetbalclub uit Karl-Marx-stadt, het huidige Chemnitz, die bestond van 1945 tot 1972. De voetbalafdeling speelde vier seizoenen in de DDR-Liga.

## Geschiedenis
De club werd in 1945 opgericht als SG Chemnitz-West en begon te spelen in de toenmalige tweede klasse. In 1948 werd de club groepswinnaar en drong in het Saksische kampioenschap door tot in de halve finale waarin ze verloren van SG Planitz. In 1950 werd de club een BSG en nam de naam BSG Nagema Chemnitz aan en werd later veranderd in BSG Stahl West Chemnitz en BSG Motor Chemnitz West. Nadat ook de naam van de stad Chemnitz gewijzigd werd nam de club de naam BSG Motor West Karl-Marx-Stadt aan.
In 1954 werd de club kampioen van de Bezirksliga en promoveerde zo naar de DDR-Liga. Doordat de DDR-Liga van drie reeksen werd teruggebracht naar één reeks moest de club meten degraderen naar de nieuwe II. DDR-Liga. In 1958 moest de club het elftal afstaan aan SC Motor Karl-Marx-Stadt, waar ze kort als tweede elftal fungeerden om dan weer zelfstandig te worden. In 1962 promoveerde de club weer naar de DDR-Liga. In de FDGB-Pokal bereikte de club dat jaar de halve finale, waarin ze verloren van BSG Chemie Zeitz. Na drie seizoenen degradeerde de club uit de DDR-Liga. In 1972 werd de BSG ontbonden. Een gedeelte van de BSG sloot zich aan bij Motor Ascota Karl-Marx-Stadt.